# Трой (Мен)
Трой (англ. Troy) — місто (англ. town) в США, в окрузі Волдо штату Мен. Населення — 1018 осіб (2020).

## Демографія
Згідно з переписом 2010 року, у місті мешкало 1030 осіб у 414 домогосподарствах у складі 303 родин. Було 476 помешкань
Расовий склад населення:
| - 95,6 % — білих - 0,4 % — чорних або афроамериканців - 0,2 % — корінних американців - 0,2 % — азіатів |

До двох чи більше рас належало 3,6 %. Частка іспаномовних становила 1,6 % від усіх жителів.
За віковим діапазоном населення розподілялося таким чином: 22,9 % — особи молодші 18 років, 61,7 % — особи у віці 18—64 років, 15,4 % — особи у віці 65 років та старші. Медіана віку мешканця становила 43,1 року. На 100 осіб жіночої статі у місті припадало 100,0 чоловіків;  на 100 жінок у віці від 18 років та старших — 99,0 чоловіків також старших 18 років.
Середній дохід на одне домашнє господарство  становив 49 550 доларів США (медіана — 37 344), а середній дохід на одну сім'ю — 53 166 доларів (медіана — 43 482). Медіана доходів становила 37 109 доларів для чоловіків та 32 500 доларів для жінок. За межею бідності перебувало 18,0 % осіб, у тому числі 27,0 % дітей у віці до 18 років та 6,4 % осіб у віці 65 років та старших.
Цивільне працевлаштоване населення становило 450 осіб. Основні галузі зайнятості: освіта, охорона здоров'я та соціальна допомога — 28,4 %, роздрібна торгівля — 15,6 %, будівництво — 10,4 %, науковці, спеціалісти, менеджери — 8,4 %.